# Breedbekscharrelaar
De breedbekscharrelaar (Eurystomus glaucurus) is een vogel uit de familie Coraciidae (Scharrelaars).

## Kenmerken
De vogel is 27 tot 29 cm lang en het mannetje weegt 94 tot 166 g, het vrouwtje 84 tot 149 g. De nominaat is kaneelkleurig tot roodbruin gekleurd op de kop, rug en vleugeldekveren. De stuit, de bovenstaartdekveren en de slagpennen zijn purperkleurig blauw. De vogel heeft een opvallend forse en brede snavel, heldergeel van kleur.

## Verspreiding en leefgebied
Deze soort komt voor in Afrika, bezuiden de Sahara en telt vier ondersoorten:
- E. g. eathiopicus: Ethiopië.
- E. g. afer: van Senegal en Gambia tot noordelijk Congo en Soedan.
- E. g. suahelicus: van zuidelijk Somalië tot Oeganda, noordelijk Zambia, Angola, Mozambique en noordoostelijk Zuid-Afrika.
- E. g. glaucurus: Madagaskar.

Het leefgebied bestaat uit half open grazig gebied met bomen, aangeplant bos, agrarisch gebied met hier en daar boomgroepen, riviergeleidend bos, grote tuinen in buitenwijken van steden. Ook montaan gebied met bos en struikgewas tot ongeveer 1600 m en in Oost-Afrika tot 2500 m.

## Status
De grootte van de populatie is niet gekwantificeerd. De vogel komt wijdverspreid voor en is vaak algemeen. Er is geen aanleiding te veronderstellen dat de soort in aantal achteruit gaat, daarom staat de breedbekscharrelaar als niet bedreigd op de Rode Lijst van de IUCN.